# Bathippus
Bathippus là một chi nhện trong họ Salticidae.

## Hình ảnh